# アーサー・タンズリー

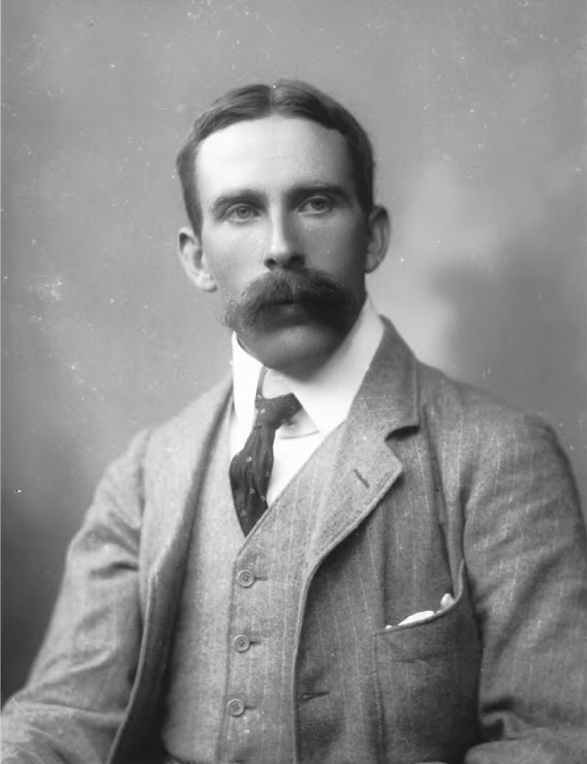
アーサー・ジョージ・タンズリー

アーサー・ジョージ・タンズリー（Sir Arthur George Tansley,FLS, FRS、1871年8月15日 - 1955年11月25日）は、イギリスの植物生態学者、植物地理学者である。1935年の論文、『植生の概念や用語の使用と乱用』（"The Use and Abuse of Vegetational Concepts and Terms"）で、生態系（"ecosystem" ）という用語を提唱した。

## 略歴
ロンドンに生まれた。父親は成功したビジネスマンで、ボランティアとして教育のために熱心に働いた人物である。1889年にユニヴァーシティ・カレッジ・ロンドンで学び、動物学者のレイ・ランケスターや植物学者のフランシス・ウォール・オリヴァーの影響を受けた。1890年からケンブリッジ大学のトリニティ・カレッジで学んだ。1894年に学位を得た。1900年から、セイロン、マレーの調査を行い、1902年に学術誌、"The New Phytologist"(Phytologistは「植物学者」)を創刊し、1931年まで編集・発行を続けた。1907年にケンブリッジ大学の植物学の教授となり、1911年に、"Types of British Vegetation"を出版した。1913年にイギリス生態学会（British Ecological Society）を設立し、初代の会長を務めた。1917年に"Journal of Ecology"を創刊した。1927年から1937年の間、オックスフォード大学の植物学の教授を務めた。1929年にニューヨークで開かれた、国際植物科学会議を組織した。 1915年に王立協会のフェローに選ばれ、1923年に英国科学振興協会の植物学部門の長に選ばれた。1936年にドイツの科学アカデミーレオポルディーナの会員に選ばれた。1941年にロンドン・リンネ協会からリンネ・メダルを受賞した。
タンズリーは生態学を、外部環境との関係および生物どうしの関係を研究対象とし、擬人的な"community"という用語にかわって、生態系（"ecosystem" ）という用語を使うことを提唱した。生物群集の遷移の最終段階で見られる平衡状態の極相に関して、フレデリック・クレメンツの同一の気候帯であれば、最終的には単一の極相に至るとする単極相説に対して、タンズリーは地形等の条件によって異なった植生が成立とするを多極相説を主張した。

## 著作
- The New Psychology And Its Relation To Life. Kessinger Publishing, 2007. ISBN 9780548155134
- "The Use and Abuse of Vegetational Concepts and Terms". Zeitschrift Ecology, Vol. 16, No. 3 (Juli, 1935), Seiten 284-307.
- "The British Islands and their Vegetation" (1939)